# Krum (piosenkarz)
Krum (właśc. Krum Sirakow, ur. 15 sierpnia 1986 w Sofii) – bułgarski piosenkarz wykonujący muzykę pop i popfolk. Absolwent szkoły muzycznej (klasa o specjalności gry na flecie). W marcu 2013 podpisał kontrakt z wytwórnią Payner Music. Wcześniej pracował z MM Records. W 2005 zdobył tytuł najlepszego bułgarskiego kompozytora roku.

## Dyskografia
- Ne si igraj s men (bułg. Не си играй с мен; 2007)
- Ne drug, a az (bułg. Не друг, а аз; 2009)
- Po-siłen (bułg. По-силен; 2015)